# Mellom-Ulvattnet
Mellom-Ulvattnet är en sjö i Dals-Eds kommun i Dalsland och ingår i Enningdalsälven-Glommas kustområde. Sjön är 8,5 meter djup, har en yta på 0,321 kvadratkilometer och befinner sig 125,4 meter över havet. Sjön avvattnas av vattendraget Svarelva.

## Delavrinningsområde
Mellom-Ulvattnet ingår i det delavrinningsområde (655886-127087) som SMHI kallar för Inloppet i Stora Ulvattnet. Medelhöjden är 145 meter över havet och ytan är 3,99 kvadratkilometer. Det finns ett avrinningsområde uppströms, och räknas det in blir den ackumulerade arean 7,26 kvadratkilometer. Svarelva som avvattnar avrinningsområdet har biflödesordning 2, vilket innebär att vattnet flödar genom totalt 2 vattendrag innan det når havet efter 31 kilometer. Avrinningsområdet består mestadels av skog (86 procent). Avrinningsområdet har 0,43 kvadratkilometer vattenytor vilket ger det en sjöprocent på 10,6 procent.